# Хрибар, Иван
Иван Хрибар (словен. Ivan Hribar; 19 сентября 1851, Трзин, Австрия — 18 апреля 1941, Любляна, Югославия) — словенский политический деятель, мэр Любляны (Лайбаха) в 1896–1910 годах. Руководил восстановлением города после разрушительного землетрясения 1895 года.

## Биография
Иван Хрибар родился в 1851 году в городке Трзин недалеко от Любляны, нынешней столицы Словении, а тогда — административного центра герцогства Крайна в составе Австрийской империи. Хрибар учился в гимназиях Менгеша (1859–63) и Любляны (1863–69), с 1870 года работал в пражском банке «Славия». В 1870–73 годах Хрибар жил в Праге, затем, по делам банка, переехал в Брно, потом в Триест, а в 1876 году получил должность главы отделения в Любляне. В 1880-х началась политическая карьера Хрибара: он был избран в люблянский городской совет (1882) и ландтаг Крайны (1889). Всё больше погружаясь в общественную и политическую жизнь словенских земель, Хрибар примыкал к либералам, опиравшимся на городскую интеллигенцию и буржуазию в противовес партиям католического толка, чьей социальной базой было в основном сельское население. В 1894 году Хрибар вместе с Иваном Тавчаром основал либеральную Национальную (с 1905 года — Национально-прогрессивную) партию Крайны, которая стала одной из главных сил в ландтаге наряду с христианскими социалистами и немецкими националистическими партиями.

### Мэр Любляны
14 апреля 1895 года произошло одно из мощнейших землетрясений в истории Любляны. Имея магнитуду 6,1 по шкале Рихтера, оно ощущалось от Вены до Сплита, а в самой Любляне разрушило или повредило 10% всех домов города. Много людей остались без денег, работы и без крыши над головой. Хрибар, как представитель люблянской администрации, активно занялся помощью пострадавшим, добиваясь беспроцентных ссуд для города и налоговых льгот для владельцев повреждённых домов. Его работа была отмечена уже в следующем году: 7 мая члены городского совета избрали Хрибара мэром (или бургомистром) Любляны.

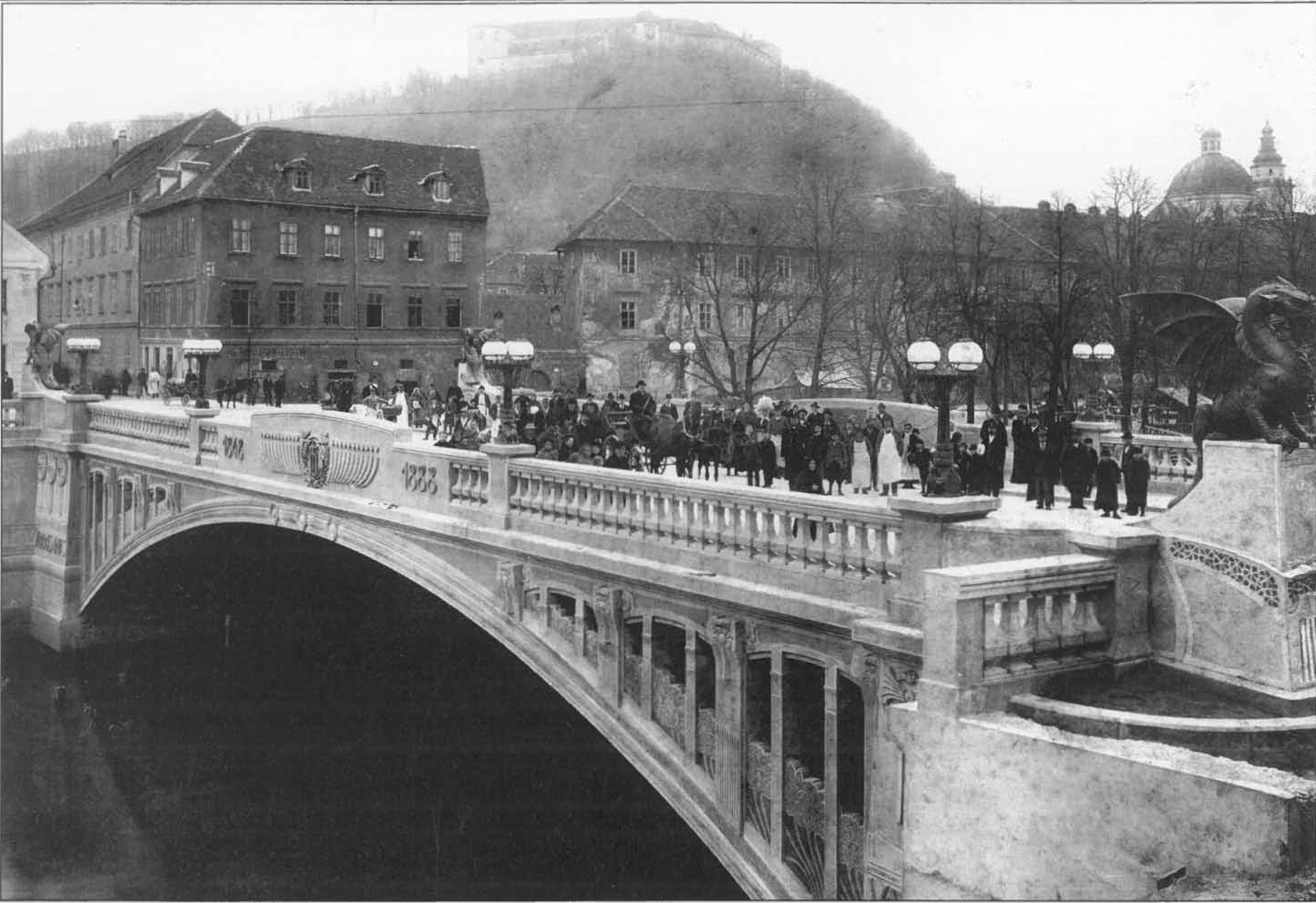
Мост Франца Иосифа I (1902). Сегодня — мост Драконов

Будучи мэром, Хрибар развернул большую программу восстановления Любляны. За 15 лет, помимо реконструкции уже существующих, в городе было построено около 500 новых зданий. Застройка велась по проекту молодого архитектора Макса Фабиани и предусматривала создание широких проспектов, парков и площадей. В центре Любляны появилось множество зданий в стилях ар нуво и неоренессанс, что кардинально изменило архитектурный облик города. Хрибар инициировал строительство новых резиденций городского магистрата (сейчас — дворец президента Словении), ландтага Крайны (с 1919 года ректорат Люблянского университета), словенского культурного дома и моста Драконов. Кроме того, на средства крупных предпринимателей были построены здание Центральной аптеки, особняки Филипа и Кресия, сформировавшие современный вид площади Прешерна.
Хрибар не ограничивался ликвидацией ущерба от землетрясения, его целью было превращение Любляны из «большой деревни» в современный город, экономический и культурный центр для всех словенцев. С 1882 года Хрибар лоббировал в городском совете создание централизованной водопроводной системы, а когда она была введена в эксплуатацию (1890), получил звание почётного гражданина Любляны. На посту мэра Хрибар продолжил модернизацию Любляны: в ней заработали телефонная связь (1897), электростанция (1898), открылось трамвайное движение (1901). В 1905 году было закончено строительство отеля Grand hotel Union, на тот момент одного из крупнейших в Юго-Восточной Европе, и поток туристов в Крайну увеличился ещё больше.
Другим направлением работы мэра стало развитие словенских научных и просветительских организаций, что было непросто в условиях насаждаемого из Вены господства немецкого языка и австрийской культуры. В 1898 году основан люблянский архив, собиравший документы по истории города и словенские культурные ценности. Хрибар приложил много усилий для создания университета Любляны, но успеха не достиг (университет появился только после распада Австро-Венгрии). В 1900-х годах, чтобы пробудить национальное самосознание словенцев, городские власти по инициативе Хрибара установили памятники выдающимся деятелям словенской культуры: поэту Франце Прешерну (1905) и гуманисту Приможу Трубару (1909).

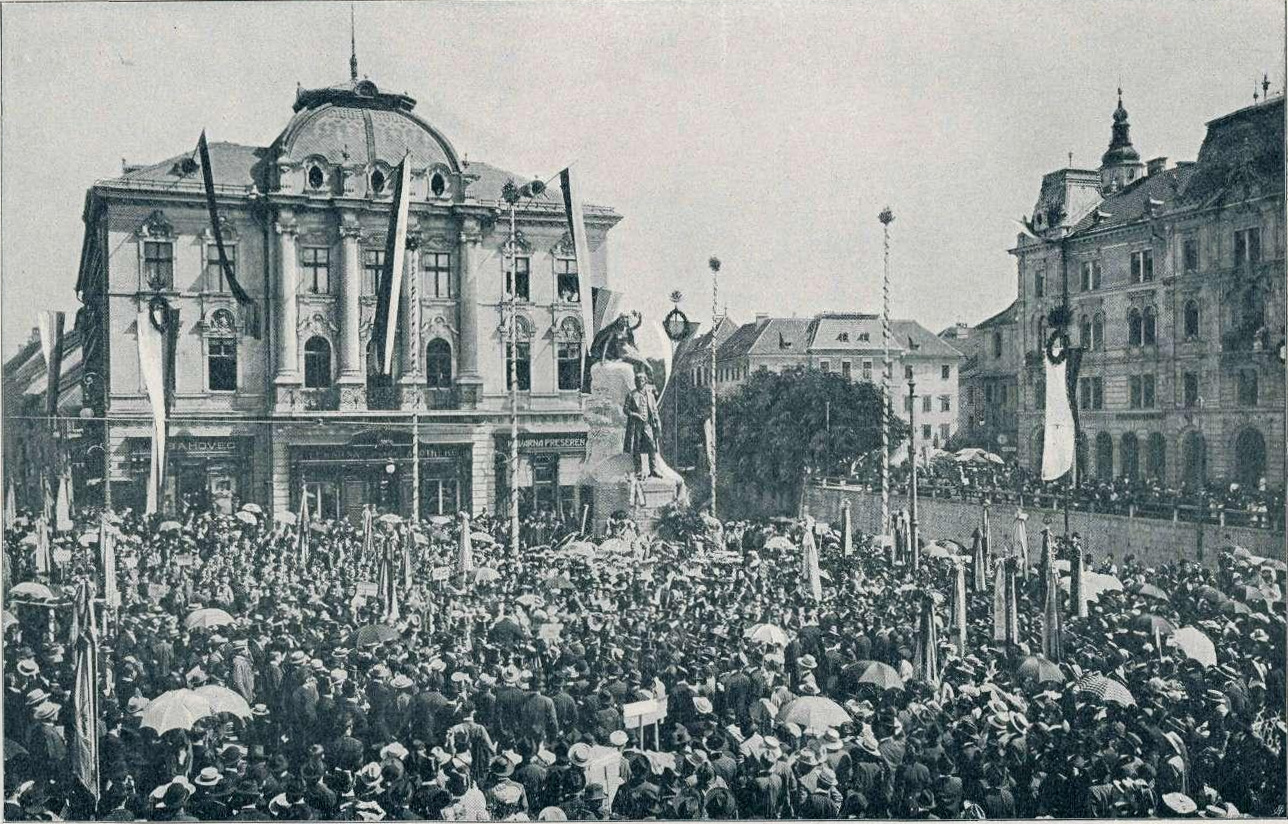
Открытие памятника Прешерну (10 сентября 1905)

Памятник стоит. Он делает честь народу, который его поставил; он показывает внешнему миру, что мы, словенцы, культурный народ, который благодарен своим великим людям; а также свидетельствует, что в том, что касается искусства ваяния, мы становимся конкурентоспособными.
— Иван Хрибар о памятнике Франце Прешерну

### Хрибар и Россия
В политике Иван Хрибар, помимо либеральных идей, был сторонником неославизма — движения, выступавшего за тесное сотрудничество всех славянских народов Европы при сохранении их политического и культурного равноправия. В мае 1908 года Хрибар, будущий премьер-министр Чехословакии Карел Крамарж и русинский политик Николай Глибовицкий приехали в Россию в качестве делегации от славянских депутатов рейхсрата, чтобы договориться об участи русских представителей в проведении Славянского съезда в Праге. Хрибар, Крамарж и Глибовицкий встречались с русскими общественными деятелями, депутатами Государственной думы и высшими чиновниками империи: председателем Совета министров Столыпиным, министром финансов Коковцовым и т. д. Помимо основной цели поездки, Хрибар договорился о мероприятиях культурного обмена между Россией и словенцами. В следующие несколько лет представители русской крестьянской молодёжи побывали на земледельческой практике в Словении, а группы учителей из России — на экскурсиях в Любляне.
Впоследствии Хрибар посетил Россию ещё четыре раза: в 1909, 1910, 1913 и 1914 годах.

### Отставка

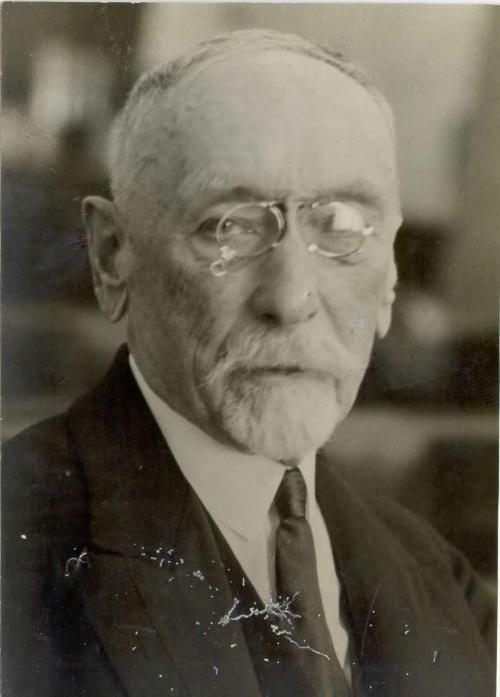
Иван Хрибар

В сентябре 1908 года в Любляне прошло несколько крупных антинемецких демонстраций. 20 сентября губернатор Крайны вызвал в город войска, которые разогнали протестующих, причём в ходе силовых действий погибли два словенца. В городском совете Хрибар осудил австрийских офицеров за неоправданную жестокость, ещё резче он высказался на заседании Палаты депутатов рейхсрата, заявив, что инцидент 20 сентября — «позорное пятно в истории австрийской армии».
Когда в 1910 году члены городского совета в очередной раз избрали Хрибара бургомистром, император Франц Иосиф I отказался утвердить это назначение. После того как члены совета снова проголосовали за Хрибара и постановили назвать его именем одну из улиц Любляны, император распустил совет. Австрийские власти припомнили Хрибару и конфликт двухлетней давности, и известную всем репутацию неослависта. Хрибар ушёл из администрации Любляны, а из-за разногласий с соратниками покинул пост председателя Национально-прогрессивной партии и не стал выставлять свою кандидатуру на выборах в рейхсрат (1911), оказавшись фактически в политической изоляции. Во время Первой мировой войны Хрибар подвергся репрессиям, как и многие словенцы, которых в Вене сочли неблагонадёжными. Против него и профессора Франа Илешича хотели организовать судебный процесс, развалившийся из-за отсутствия доказательств государственной измены, и дело ограничилось высылкой за пределы Крайны.

### Жизнь в Югославии

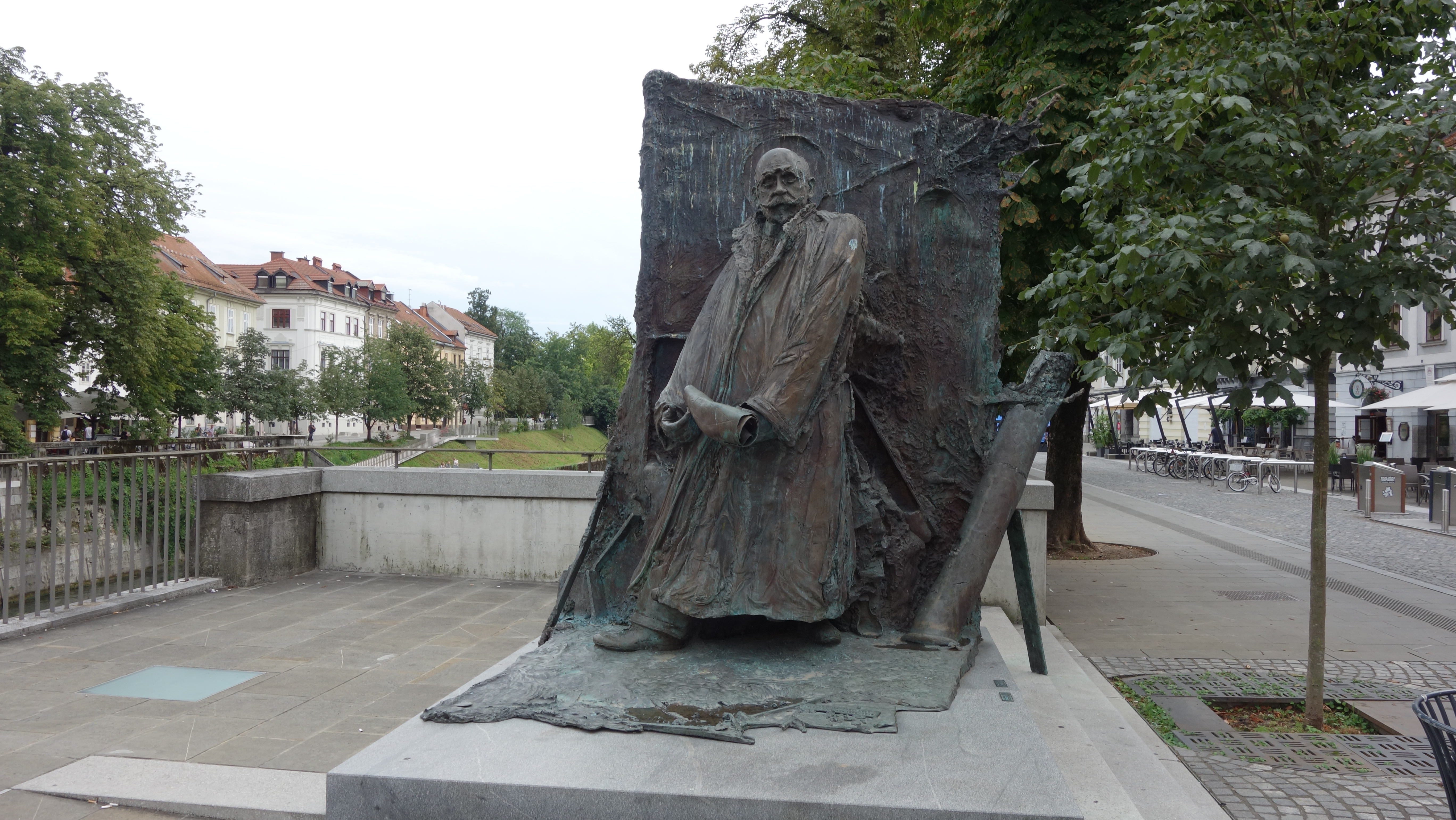
Статуя Ивана Хрибара на одной из набережных Любляницы (открыта 30 августа 2010 года)

Осенью 1918 года распалась Австро-Венгерская империя и завершилась Первая мировая война. На балканских землях Австро-Венгрии образовалось Государство словенцев, хорватов и сербов. Оно просуществовало всего месяц и объединилось с Сербией в Королевство сербов, хорватов и словенцев (КСХС), впоследствии переименованное в Югославию. Хрибар был в числе словенских политиков, которые провозгласили создание Государства словенцев, хорватов и сербов на многотысячном митинге в Любляне 29 октября 1918 года. В 1919–21 годах он служил послом КСХС в Чехословакии, в 1921–24 — наместником Люблянской и Мариборской областей (провинций, населённых преимущественно словенцами).
11 апреля 1941 года в ходе вторжения стран «Оси» в Югославию итальянские войска оккупировали Любляну. 18 апреля оккупанты предложили Хрибару возглавить городскую администрацию, но он отказался. В тот же день 89-летний Иван Хрибар совершил самоубийство: он прыгнул в реку Любляница, завернувшись в югославский флаг. Вместо предсмертной записки Хрибар оставил строки из поэмы Прешерна «Крещение при Савице»: «...Не так ужасна ночь во тьме могил, Как с ясным солнцем дни в плену жестоком» (словен. Manj strašna noč je v črne zemlje krili, kot so pod svetlim soncem sužni dnovi).

## Семья

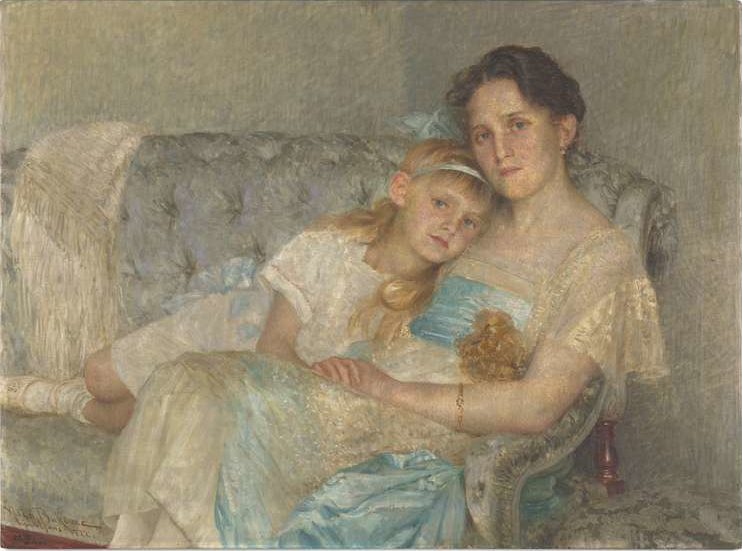
Златица и Мария Хрибар. Портрет кисти Влахо Буковаца (1922)

Хрибар женился на чешке Эмилии Грига в 1874 году. В 1875-м у них родился сын Иван Милан, который умер ещё молодым человеком, при жизни отца (1909). Со временем Хрибар разошёлся с Эмилией, правда, из его воспоминаний неясно, когда именно это произошло (похоже, что первая супруга страдала психическим заболеванием). С 1910 года Хрибар появлялся на публике с Марией Горичан (1885–1956), родившей ему дочь Златицу (1913). После смерти Эмилии Хрибар в 1926 году пара официально поженилась.
В 1918 году Хрибар купил особняк в юго-западной части Любляны у подножия холма Рожник. Он назвал дом в честь своей дочери — вилла Златица (словен. Vila Zlatica). Хрибар жил на вилле со второй женой и дочерью в течение 20 лет.
В 2000 году, когда умерла Златица Хрибар, вилла перешла в собственность муниципалитета Любляны. В 2021 году там открылся музей Ивана Хрибара, кроме того, на территории особняка размещается штаб-квартира международной организации «Форум славянских культур».

## Увлечение литературой

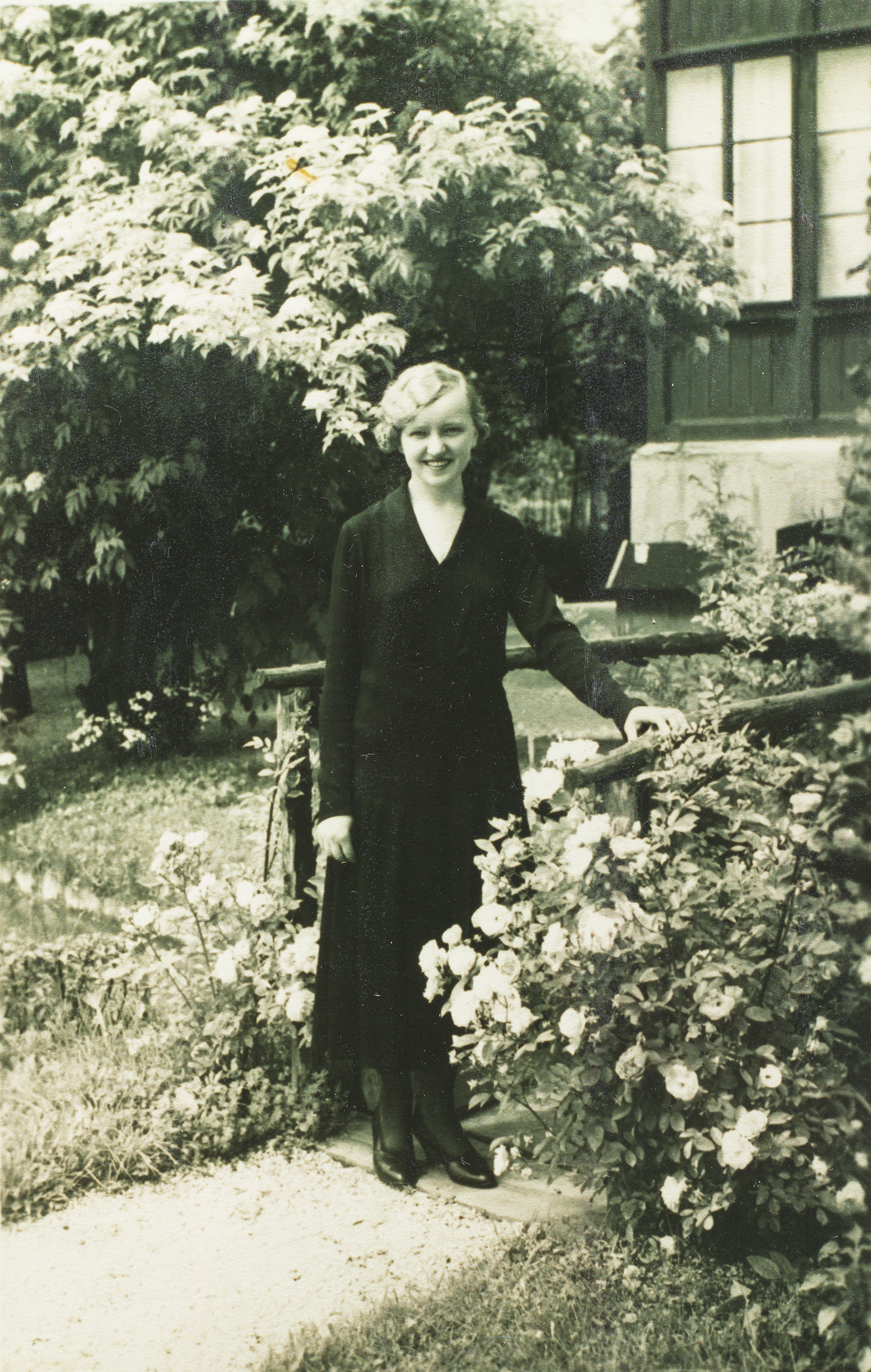
Златица Хрибар (1932)

Иван Хрибар с юных лет пробовал себя в литературном творчестве и возвращался к этому занятию на протяжении всей жизни. В 1867 году он начал публиковать переводы и небольшие произведения в газетах на словенском языке, а в 1868-м под псевдонимом Богумил Трзинский написал либретто «Король Матьяш». В 1872 году вместе с Липо Хадерлапом Хрибар издал поэтический сборник «Brstje». В 1884–87 годах редактировал литературную газету «Slovan», пропагандировавшую славянское единство.
После завершения активной политической деятельности Хрибар занимался переводами, в том числе и с русского языка. Его переводы Пушкина («Полтава», «Медный всадник») были опубликованы в 1938 году. В начале 1930-х Хрибар закончил писать воспоминания. Кроме того, он оставил множество неизданных рукописей: стихи, пьесы, историческая драма «Дмитрий Иванович Донской» (словен. Dimitrij Ivanovič Donskoj) и роман «Господин Изидор Фучец: средневековая повесть наших дней» (словен. Gospod Izidor Fučec: srednjeveška povest naših dni).

## Галерея

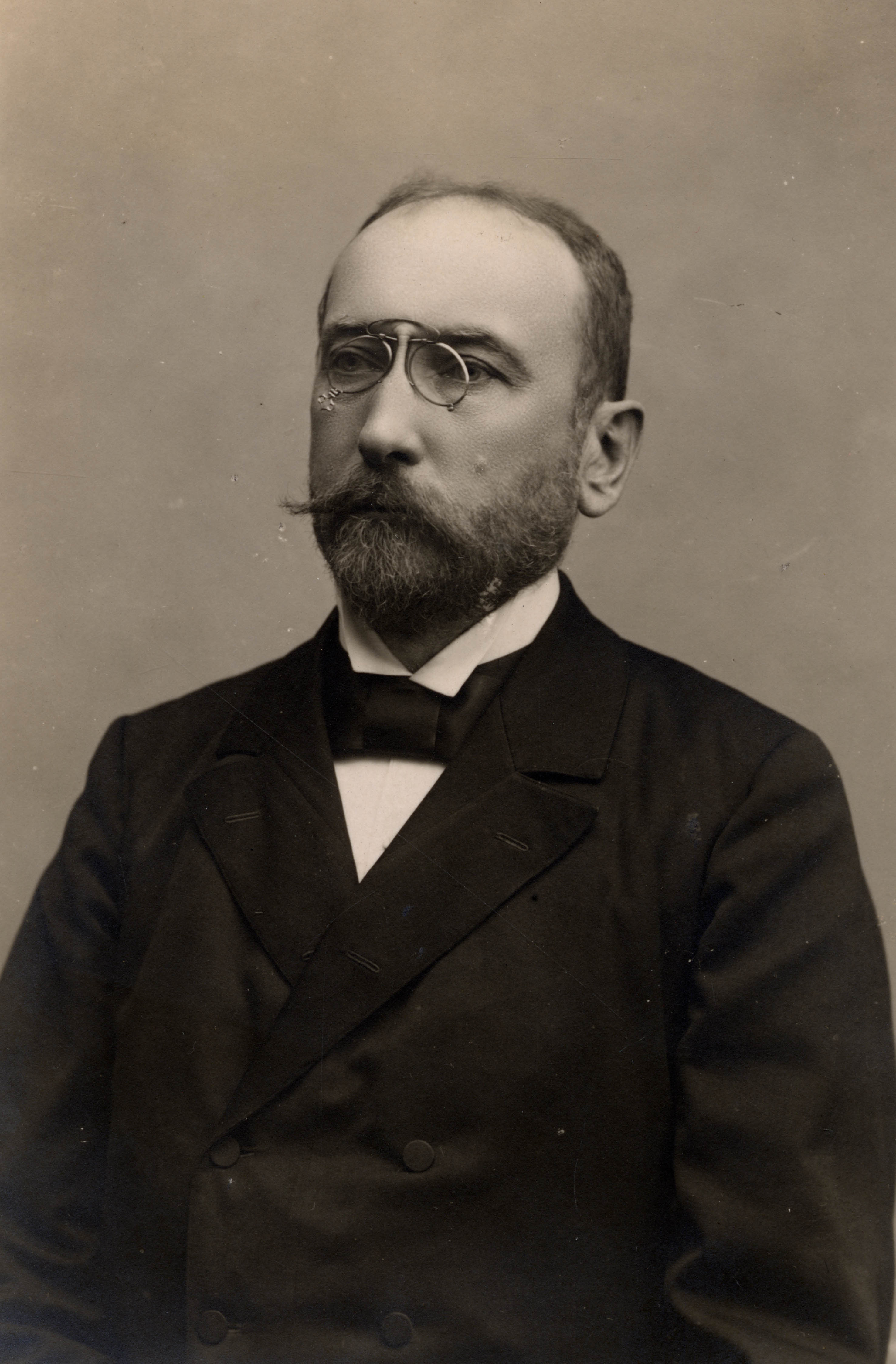
Иван Хрибар в молодости
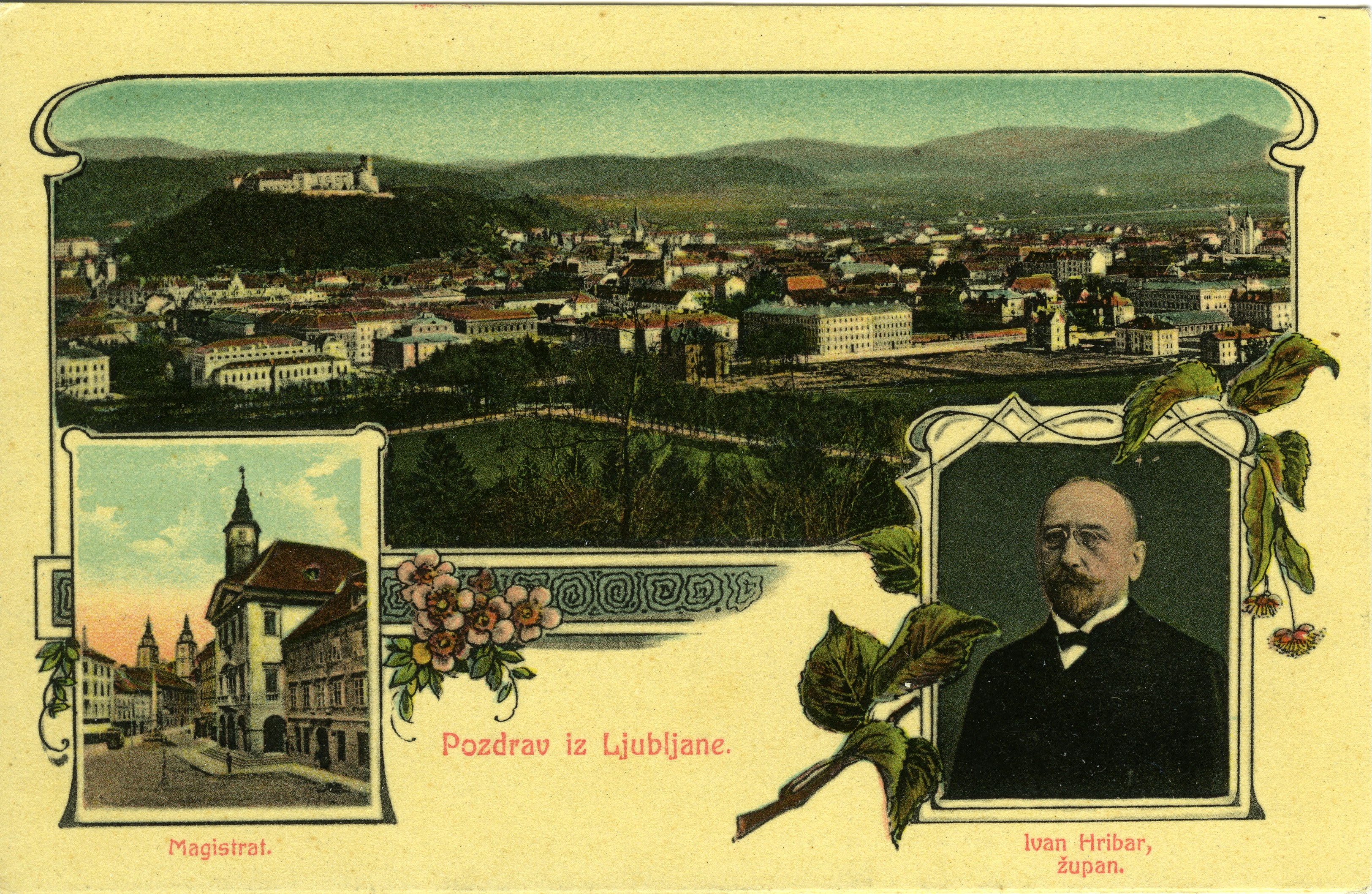
Почтовая открытка с панорамой Любляны, фотографиями городской ратуши и мэра Хрибара (1909)
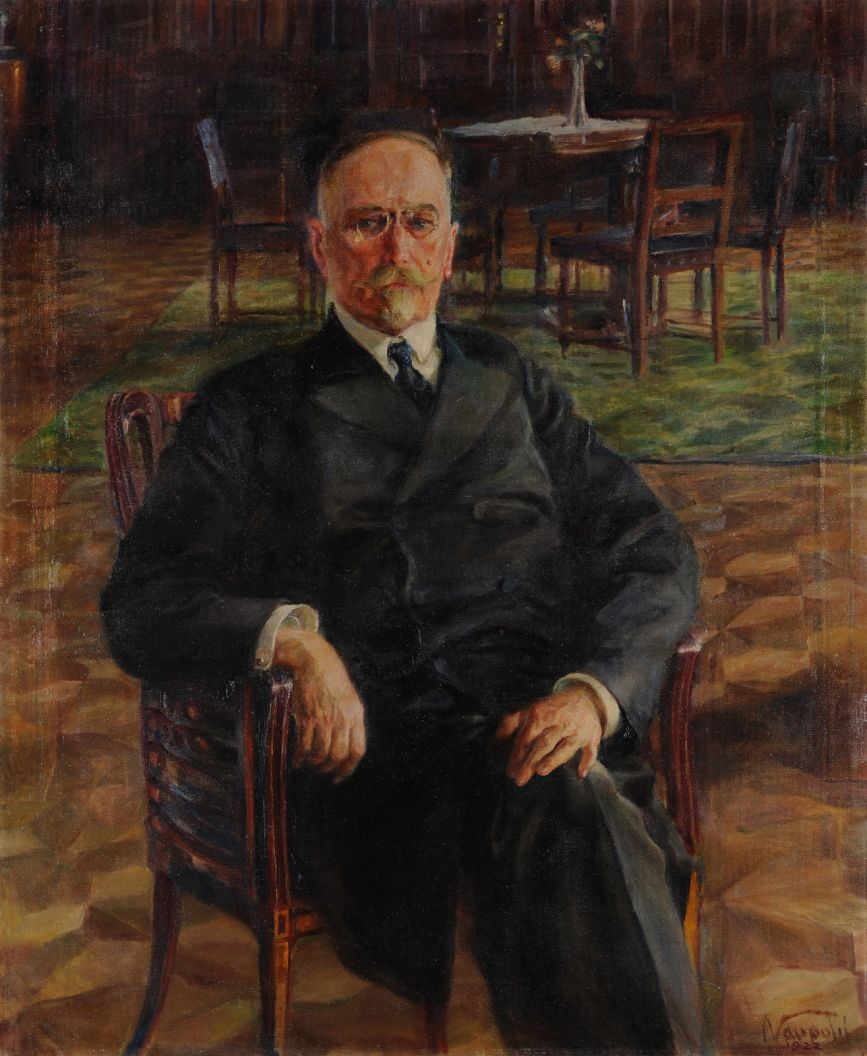
Иван Хрибар. Портрет кисти Ивана Вавпотича (1922)
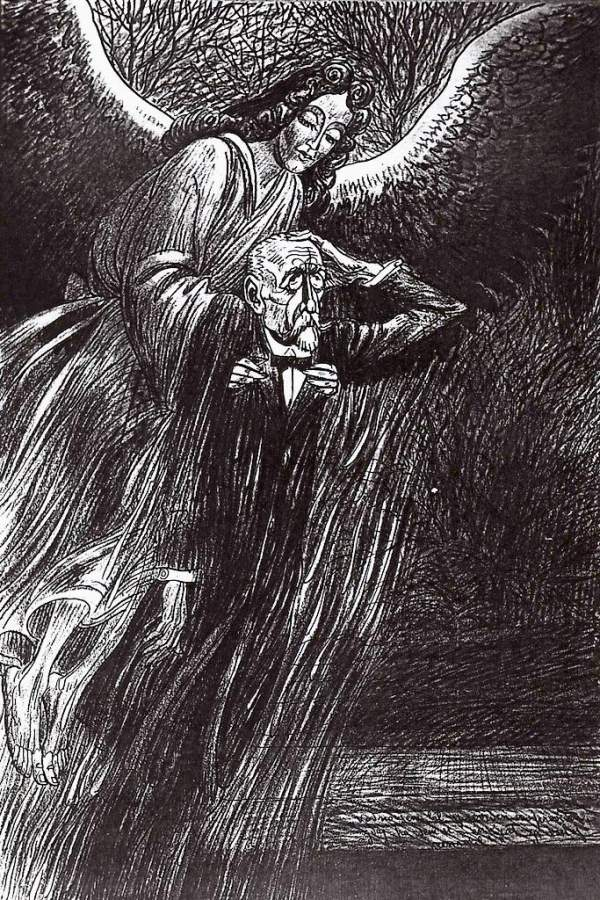
Ангел уносит Ивана Хрибара на небо. Рисунок Хинко Смрекара (1941)

## Комментарии
1. ↑  С 1867 года — коронная земля Крайна в составе цислейтанской части Австро-Венгрии.
2. ↑  Хрибар был избран депутатом австрийского парламента в 1907 году.